# 덴진촌 (에히메현)
덴진촌(天神村)은 에히메현 기타군에 설치된 촌이다. 